# Messier 73

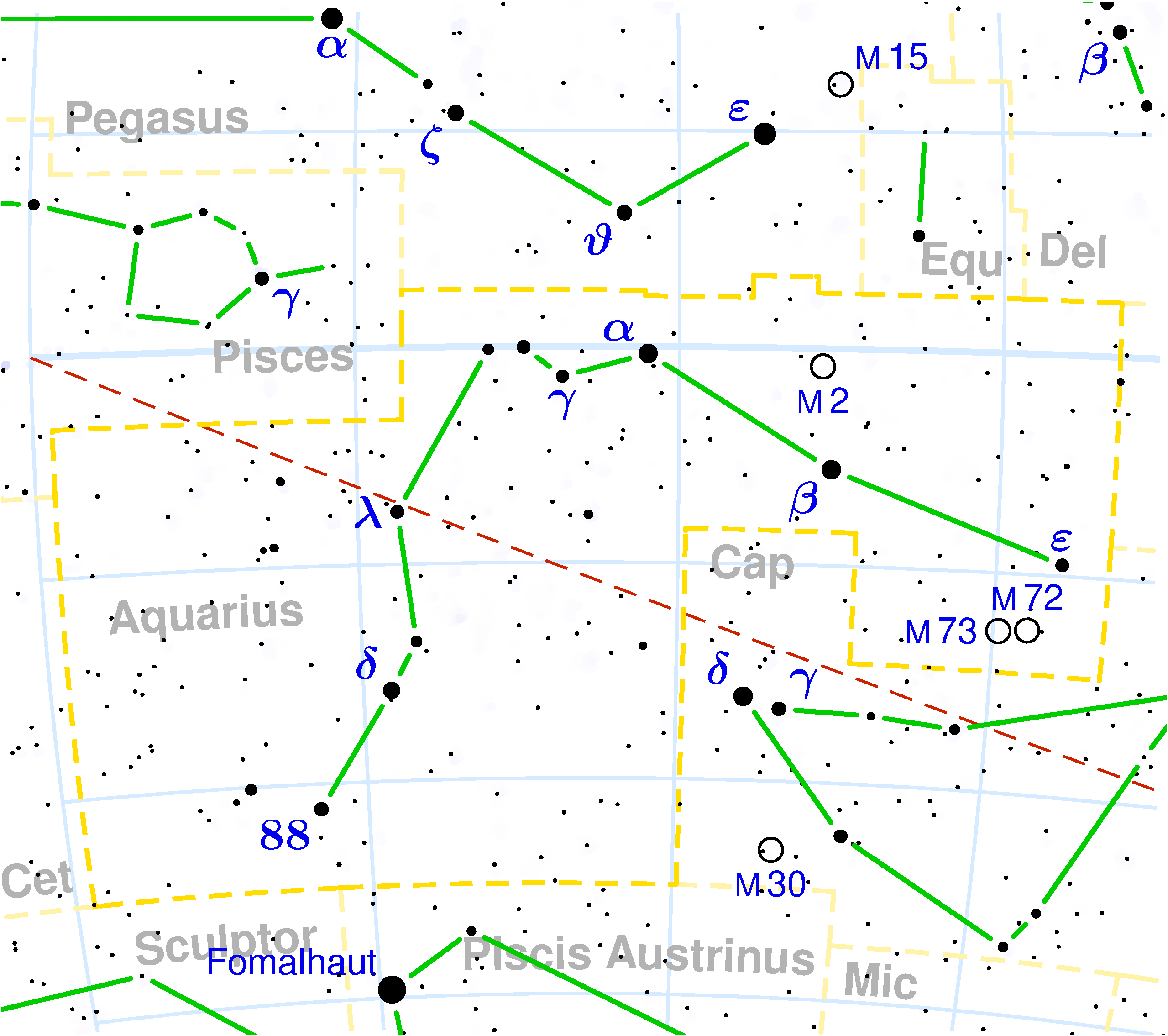
Ubicación de M73 en la constelación de Aquarius

Messier 73 (también conocido como M73 y NGC 6994) es una pequeña agrupación de cuatro estrellas de la constelación de Acuario. 

Descubierto por Charles Messier el 4 de octubre de 1780, que originalmente describió el objeto como un cúmulo de cuatro estrellas con alguna nebulosidad. Observaciones posteriores por John Herschel, no obstante, no revelaron ninguna nebulosidad. Además, Herschel observó que la designación del M73 como cúmulo era cuestionable. Sin embargo, Herschel incluyó el M73 en el Catálogo General de cúmulos, nebulosas y galaxias, y John Dreyer incluyó el M73 cuando compiló el Nuevo Catálogo General.